# Кантровци
Кантровци су насељено место у општини Велика, у западној Славонији, Република Хрватска.

## Географија
Налази се на обронцима планине Папук.

## Историја
До нове територијалне организације налазило се у саставу бивше велике општине Славонска Пожега.

## Становништво
Насеље је према попису становништва из 2011. године имало 34 становника.
| Националност       | 1991.        |
| Срби               | 107 (97,27%) |
| Хрвати             | 1 (0,90%)    |
| Југословени        | 2 (1,81%)    |
| остали и непознато | 0            |
| Укупно             | 110          |